# 2533 Fechtig
2533 Fechtig (A905 VA) là một tiểu hành tinh vành đai chính được phát hiện ngày 3 tháng 11 năm 1905 bởi Max Wolf ở Heidelberg.